# 4097 Tsurugisan
4097 Tsurugisan (1987 WW) là một tiểu hành tinh vành đai chính được phát hiện ngày 18 tháng 11 năm 1987 bởi Tsutomu Seki ở Geisei Observatory.